# Mongoloraphidia xiyue
Mongoloraphidia xiyue is een kameelhalsvliegensoort uit de familie van de Raphidiidae. De soort komt voor in de China.
Mongoloraphidia xiyue werd voor het eerst wetenschappelijk beschreven door C.-k. Yang & Chou in C.-k. Yang in 1978.